# Araks
Araks (pers. ارس, orm. Արաքս, tur. Araz, starogr. Ἀράξης Aráxēs) – rzeka w Turcji, Armenii, Iranie i Azerbejdżanie (Zakaukazie).
Długość – 1072 km, powierzchnia dorzecza – 102 tys. km². Źródła w Turcji na Wyżynie Armeńskiej na zboczach Bingöl Dağları. Uchodzi do Kury jako jej prawobrzeżny dopływ.
Główne dopływy:
- prawe
  - Kara-su
- lewe
  - Achurian
  - Hrazdan (wypływa z jeziora Sewan)
  - Arpa
  - Worotan